# Човек в космоса
„Човек в Космоса“ е български телевизионен игрален филм от 1986 година, по сценарий и режисура на Николай Акимов. Оператор е Иво Пейчев. Музиката във филма е композирана от Данаил Гец.
Филмът е дебют на режисьора Николай Акимов.

## Сюжет
Филмът е носталгичен спомен за едно малко градче от 60-те години, за времето на туиста, слънчевото затъмнение..., за времето когато излетя първият човек в Космоса.

## Актьорски състав
- Иван Балсамаджиев
- Христо Симеонов
- Божидара Цекова
- Стефан Китанов